# Coves del Salnitre

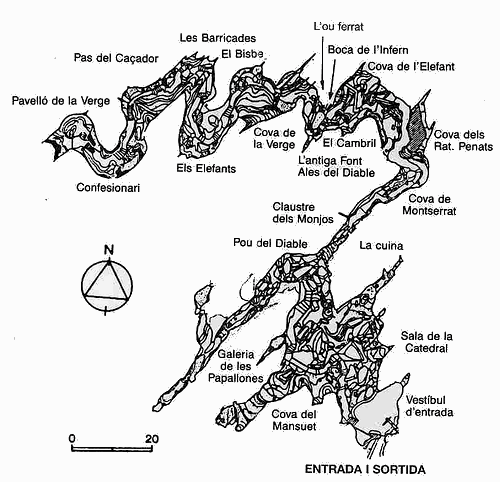
Plànol topogràfic de la cova

Les coves del Salnitre, també anomenades coves de Collbató o coves de Montserrat, són unes coves al municipi de Collbató (Baix Llobregat), declarades Bé cultural d'interès local.
Pertanyen al massís de Montserrat i són de sistema càrstic, en conglomerat, principalment calcaris. Són riques en minerals fosfatats i antigament hi va haver explotacions de salnitre. En el seu interior alberguen el conjunt de sales més grans de Catalunya. Es diu que les seves formes orgàniques i ondulants van inspirar a Gaudí per a obres com la Sagrada Família. Als mesos de juliol se celebra al seu interior el «Festival Gong» que ofereix concerts de música de noves sonoritats.
La longitud visitable de les coves és de 549 metres amb un desnivell de 20 metres i una temperatura interior de 14 °C. La part superior de la cova no està adaptada per a la visita turística (és l'única zona que no és possible recórrer), però la resta s'il·lumina a mesura que el grup de visitants va avançant pel seu interior.